# Hamrångeverken
Hamrångeverken var tre järnbruk som fanns belägna i Hamrånge socken i Gävleborgs län i Gästrikland; Axmar bruk, Vifors bruk och Viksjö bruk.

## Historik
Den 19 juli 1777 köpte kommerserådet David Schinkel Axmar bruk av greve Fredrik Adolf Löwenhielm. År 1785 köpte han även grannbruket i Vifors och slog samman detta med Axmar bruk och kallade det hela Hamrångeverken. Den 18 oktober 1803 fullbordades Hamrångeverken genom att han av Ockelboverkens ägare, greve Mårten Bunge, även förvärvade Viksjö bruk. Fideikommiss inrättades 1805, där även Vallstanäs gods i Uppland ingick.
Hamrångeverken stannade sedan i ätten von Schinkels ägo fram till 1890 då dåvarande ägaren Carl-David von Schinkel (1839-1913) sålde Hamrångeverken till Bergvik och Ala AB. Vallstanäs behölls dock, och fideikommissrätten överfördes till det av von Schinkel nyligen inköpta (år 1889) Tidö slott i Västmanland.